# Guajará-Mirim
Guajará-Mirim es un municipio del estado brasileño de Rondônia. Se encuentra a una altitud de 128 metros. Su población era de 47.776 (2020) y su superficie es de 24.856 km².
En mayo de 2008, en la ciudad de Río de Janeiro, Guajará-Mirim recibió el título de "Ciudad Verde", otorgado por el Instituto Ambiental Biosfera, debido a su mosaico de áreas protegidas, que hacen de la ciudad uno de los municipios más grandes de Brasil. en términos de áreas preservadas. Otras 29 ciudades brasileñas también recibieron el prestigioso premio. La ciudad también cuenta con el primer periódico editado en lengua indígena txapacura.

## Ubicación
Guajará-Mirim se encuentra a lo largo del Río Mamoré, justo al otro lado de la ciudad fronteriza boliviana de Guayaramerín. Alguna vez fue el término sur de la Estrada de Ferro Madeira-Mamoré (el Ferrocarril Madeira-Mamoré), que se inauguró en 1912. Es la sede de la Diócesis de Guajará-Mirim.

## Conservación
El municipio contiene la Reserva Biológica Traçadal de 22.540 hectáreas (55.700 acres) , un área estrictamente protegida que fue creada en 1990.
It contains 2.33% of the 216 568 hectáreas (535 150,7 acre) Guajará-Mirim State Park, created in 1990. Contiene el 2,33% de las 216.568 hectáreas (535.150 acres) del Parque Estatal Guajará-Mirim, creado en 1990. Contiene las 46.438 hectáreas (114.750 acres) de la Reserva Biológica Río Ouro Preto, creada en 1990. Contiene el 73,45% de las 204.632 hectáreas (505.660 acres) de la Reserva Extractiva Río Ouro Preto, también creada en 1990. El municipio contiene el 47,5% de las 146.400 hectáreas (362.000 acres) de la Reserva Estatal de Extracción de Río Cautário, creada en 1995. Contiene las 73.818 hectáreas (182.410 acres) de la Reserva Federal Extractiva Río Cautário, creada en 2001.